# سو مكولي
سو مكولي (بالإنجليزية: Sue McCauley)‏ (1 ديسمبر 1941)؛ روائية نيوزيلندية.